# Кронос
Кро́нос, Кро́н, (грец. Κρόνος) — у давньогрецької міфології —  одне з найдавніших грецьких божеств або титан (за іншою думкою). Наймолодший син Урана (Неба) і Геї (Землі), що належав до другого покоління богів. Кронос був одружений із рідною сестрою Реєю, від якої мав дітей, олімпійських богів: Гестію, Деметру, Геру, Аїда, Посейдона, Зевса.
Він скинув свого батька і правив у міфологічну Золоту добу, поки його не скинув власний син Зевс і не ув'язнив у Тартарі. Однак, згідно з Платоном , божества Форкій, Кронос і Рея були старшими дітьми Океана і Тетії.
Бог сівби і жнив, початку і кінця, якого зображали із арфою, серпом або косою в руці. Пізніше, в еліністичний період, ототожнювався з богом, що персоніфікує час, Хроносом (дав.-гр. Χρόνος від дав.-гр. χρόνος —  «час»). Крім Кроноса в даньогрецькій міфології існувало ще одне божество часу — Кайрос, бог випадку, перебігу подій. Якщо Кронос втілював абсолютний і абстрактний час, то Кайрос — конкретний, час існування всіх речей в світі.
В Афінах, на дванадцятий день аттичного місяця Гекатомбайон, на честь Кроноса проводився фестиваль під назвою Кронія, щоб відсвяткувати збір врожаю, що свідчить про те, що внаслідок його зв’язку з доброчесною Золотою добою Кронос продовжував головувати як покровитель врожаю. Кронос також ототожнювався в класичній античності з римським божеством Сатурном.

## Кронос у міфах

### Становлення і правління
У стародавньому міфі, записаному в «Теогонії» Гесіода, Кронос заздрив могутності свого батька, Урана, правителя всесвіту. Уран накликав на себе ворожнечу матері Кроноса, Геї , коли сховав гігантських молодших дітей Геї, сторуких гекатонхейрів і однооких циклопів, у Тартарі , щоб вони не побачили світла. Гея створила великий кам'яний серп і зібрала Кроноса та його братів, щоб переконати їх каструвати Урана.
Тільки Кронос був готовий зробити це, тому Гея дала йому серп і створила засідку. Коли Уран зустрівся з Геєю, Кронос напав на нього серпом, каструвавши його та викинувши його яєчка в море. З крові , що вилилася з Урана і впала на землю, виникли гіганти, еринії та меліади. З яєчок утворилася біла піна, з якої вийшла богиня Афродіта. Після того, як справа була зроблена, Кронос кинув свій серп у хвилі, і він був схований під островом Корфу, який був відомий з часів античності своєю серпоподібною формою, і дав йому свою давню назву Дрепане («серп»).
У той час як Гесіод, схоже, має на увазі, що Кронос ніколи не відпускав їх на волю, Псевдо-Аполлодор каже, що після кастрації Урана, Кронос знову ув’язнив гекатонхейрів і киклопів і поставив дракайна Кампа охороняти їх. 

Він і його старша сестра Рея обійняли трон світу як король і королева. Період правління Кроноса був названий Золотою добою, оскільки людям того часу не були потрібні закони чи правила; всі чинили правильно, і аморальності не було. Деякі автори вважають, що інша божественна пара, Офіон і Еврінома, дочка Океана, правила горою Олімп у ранній епосі титанів. Рея воювала з Евріномою, а Кронос — з Офіоном, і після перемоги над ними вони кинули їх у хвилі океану, таким чином ставши правителями замість них. 

Кронос був одним із титанів, дітей Урана та Геї. Уран дуже інтенсивно спарювався із Геєю, чим завдавав їй страждань. Боячись бути скинутим своїми дітьми, він ув'язнював їх у безодні Тартару. Гея, щоб позбутись страждань, створила з білого заліза (грец. γένος πολιοῦἀδάμαντος) зазубрений серп (грец. ἅρπην καρχαρόδοντα). Вона умовила Кроноса каструвати ним Урана.
Кронос напав на Урана, коли той спав, відрізав його геніталії та викинув їх у море. З крапель крові, що при цьому впали на землю, виникли богині помсти еринії та, за деякими міфами, кіклопи. Серп, яким він кастрував батька, Кронос кинув у море біля мису Дрепан (Серп) в Ахаї. Цей серп зберігався в печері в Занклі (Сицилія).

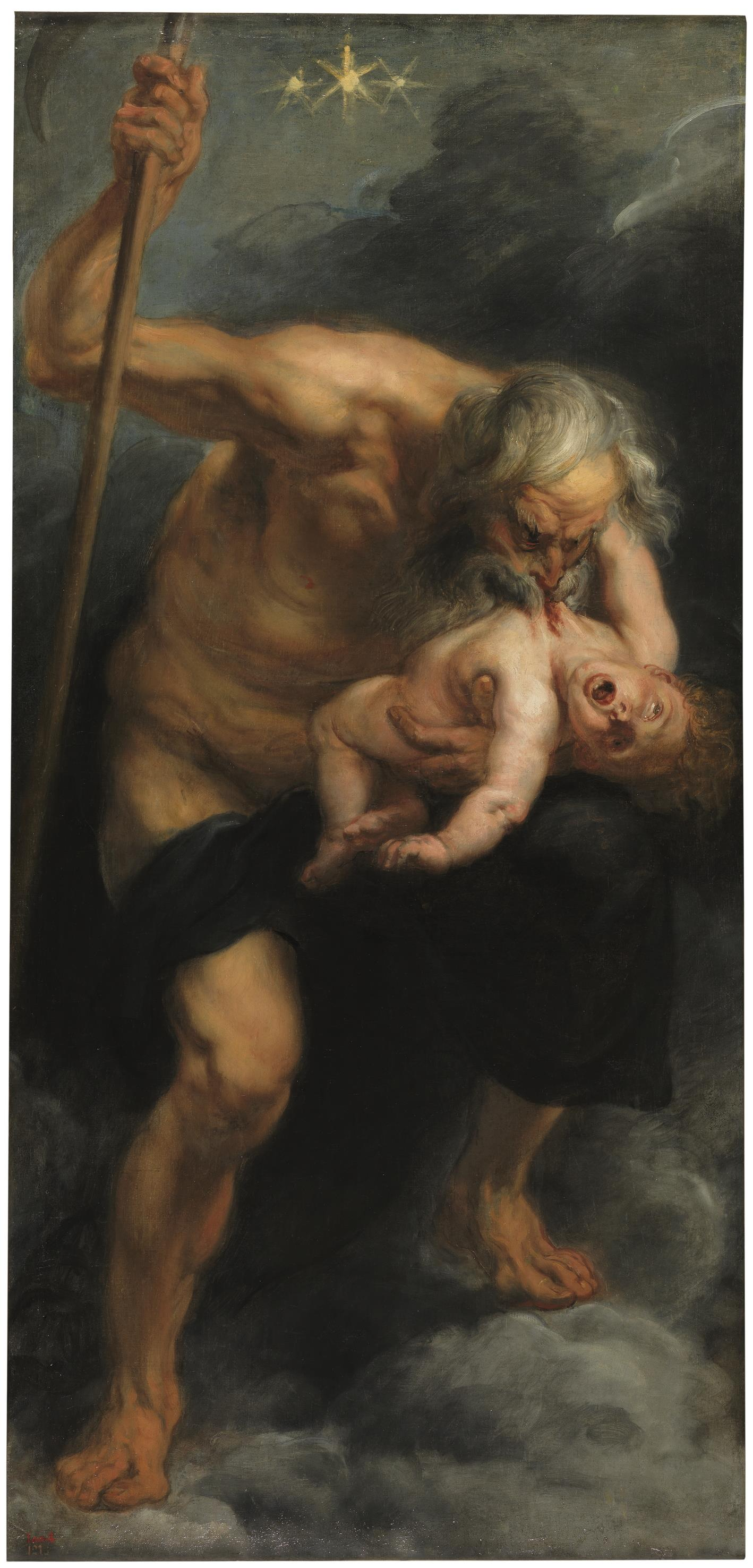
Кронос пожирає одного зі своїх синів, олійна картина XVII століття Пітера Пауля Рубенса

### Повалення
Кронос дізнався від Геї та Урана, що йому судилося бути подоланим власними дітьми, так само як він скинув свого батька. У результаті, хоча він породив богів Деметру, Гестію, Геру, Аїда та Посейдона від Реї, він пожер їх усіх, щойно вони народилися, щоб запобігти пророцтву. 
Рея таємно народила Зевса на Криті і передала Кроносу камінь, загорнутий у пелена, також відомий як камінь Омфал, який він негайно проковтнув, думаючи, що це його син. За словами одного римського автора, коли Рея піднесла йому сповитий камінь, Кронос попросив її востаннє вигодувати немовля, перш ніж він його проковтне. Рея притиснулася грудьми до скелі, і молоко, яке бризкало по небесах, утворило галактику Чумацький Шлях. Тоді Кронос з’їв камінь. 

Рея сховала Зевса в печері на горі Іда на Криті. Згідно з деякими версіями, потім його виростила коза на ім’я Амальтея, в той час як компанія корибантів, танцюристів-чоловіків у обладунках, кричала та плескала в долоні, щоб створити достатньо шуму, щоб замаскувати крики дитини від Кроноса. Інші версії міфу розповідають, що Зевса виховала німфа Адамантея, яка сховала Зевса, повісивши його на мотузці з дерева, щоб він був підвішений між землею, морем і небом, усіма якими правив його батько, Кронос. Тим не менш, інші версії міфу говорять, що Зевса виховувала його бабуся Гея. Один критський міф розповідає про те, як одного разу Кронос сам відправився на Крит, а Зевс, щоб сховатися від свого батька, перетворився на змію, а своїх німф-годувальниць Гелісу та Киносуру перетворив на ведмедиць, які згодом перетворилися на сузір’я Великої Ведмедиці та Малої Ведмедиці відповідно. 
 
В іншому міфі Кронос перетворив корибантів на левів, але Рея зробила їх своїми священними тваринами та запрягла їх у свою колісницю.
Коли він виріс, Зевс використав блювотний засіб , даний йому Геєю, щоб змусити Кроноса вивергнути вміст свого шлунка у зворотному порядку: спочатку камінь, який був покладений у Піто під ущелинами гори Парнас як знак смертним людям, а потім його двох братів і трьох сестер. В інших версіях міфу Метіда дала Кроносу блювотний засіб, щоб змусити його вивергнути дітей. 

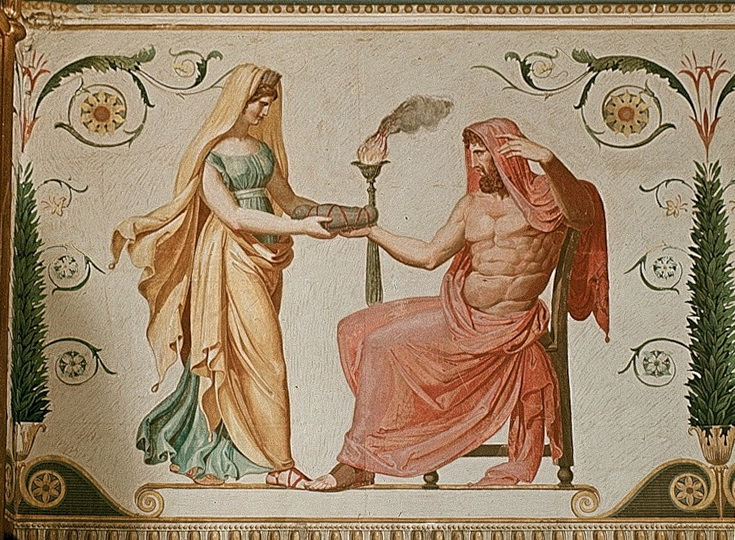
Рея віддає скелю Кроносу, розписний фриз 19-го століття Карла Фрідріха Шинкеля

Звільнивши своїх братів і сестер, Зевс відпустив гекатонхейрів і кіклопів, які викували для нього його блискавки, тризуб Посейдона та шолом темряви Аїда. У масштабній війні під назвою Титаномахія Зевс і його старші брати та сестри за допомогою гекатонхейрів і киклопів скинули Кроноса та інших титанів. Після цього багато титанів були ув'язнені в Тартарі. Однак Океан, Геліос, Атлант, Прометей, Епіметей і Астрей не були ув’язнені після Титаномахії. Гея народила чудовисько Тифона, щоб помститися за ув'язнених титанів.
Міфи про долю Кроноса після Титаномахії відрізняються. У гомерівських та інших текстах він ув'язнений разом з іншими титанами в Тартарі. В орфічних поемах він навічно ув’язнений у печері Нікс. У ще одному міфі, на який посилається Роберт Грейвс

(який стверджує, що слідує розповіді візантійського міфографа Цеца), говориться, що Кронос був кастрований своїм сином Зевсом так само, як Уран раніше був кастрований своїм сином Кроносом. Однак тема про те, як син каструє власного батька, або просто про кастрацію взагалі, була настільки відкинута грецькими міфографами того часу, що вони виключили її зі своїх оповідань аж до християнської ери (коли писав Цец).

### Лівійський опис Діодора Сікулійського

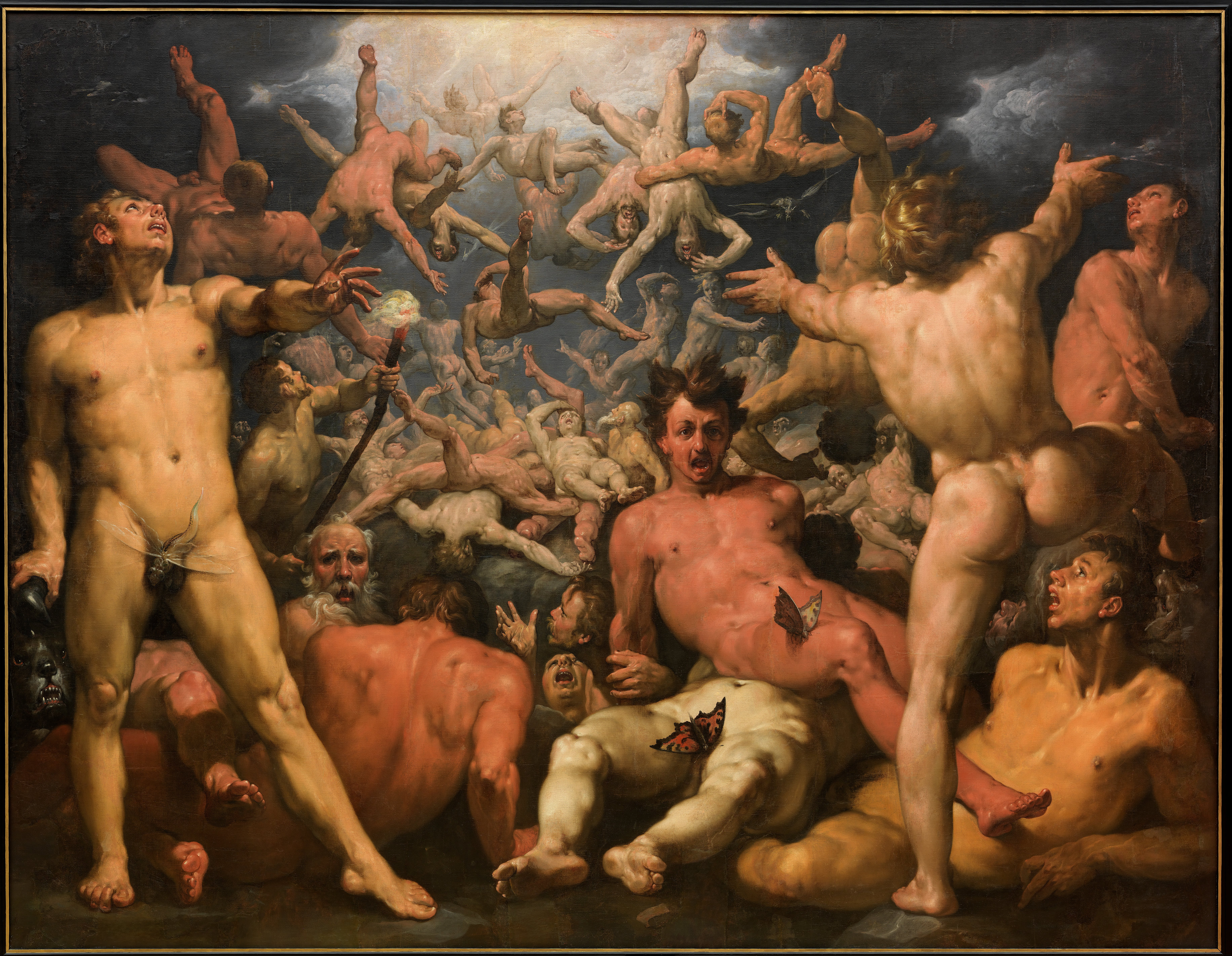
Падіння титанів, олійна картина Корнеліс Корнеліссен ван Гарлема, 1588–1590

У лівійському сказі, який розповідає Діодора Сікулійського (книга 3), Уран і Тітая були батьками Кроноса, Реї та інших титанів. Аммон, цар Лівії, одружився з Реєю (3.18.1). Однак Рея покинула Аммона і вийшла заміж за свого молодшого брата Кроноса. За підбурюванням Реї Кронос та інші титани почали війну проти Аммона, який утік на Крит (3.71.1–2). Кронос правив суворо, проте Кронос, зазнав поразки від сина Аммона Діоніса (3.71.3–3.73), який призначив сина Кроноса і Реї, Зевса, царем Єгипту (3.73.4). Тоді Діоніс і Зевс об’єднали свої сили, щоб перемогти титанів, що залишилися на Криті, і після смерті Діоніса Зевс успадкував усі царства, ставши володарем світу (3.73.7–8).

### Оракули Сивілл
Кронос згадується в «Сивілінських оракулах» , зокрема в третій книзі, де Кронос, Титан і Япет, три сини Урана і Геї, отримують по третині Землі, а Кронос стає загальним царем. Після смерті Урана сини Титана намагаються знищити нащадків чоловічої статі Кроноса та Реї, щойно вони народжуються. Однак у Додоні Рея таємно народжує своїх синів Зевса, Посейдона та Аїда і відправляє їх до Фригії, щоб вони виховувалися під опікою трьох критян. Дізнавшись про це, шістдесят людей Титана ув'язнили Кроноса і Рею, змусивши синів Кроноса оголосити проти них першу з усіх війн. У цьому звіті нічого не згадується про те, що Кронос убив свого батька чи намагався вбити когось із своїх дітей.

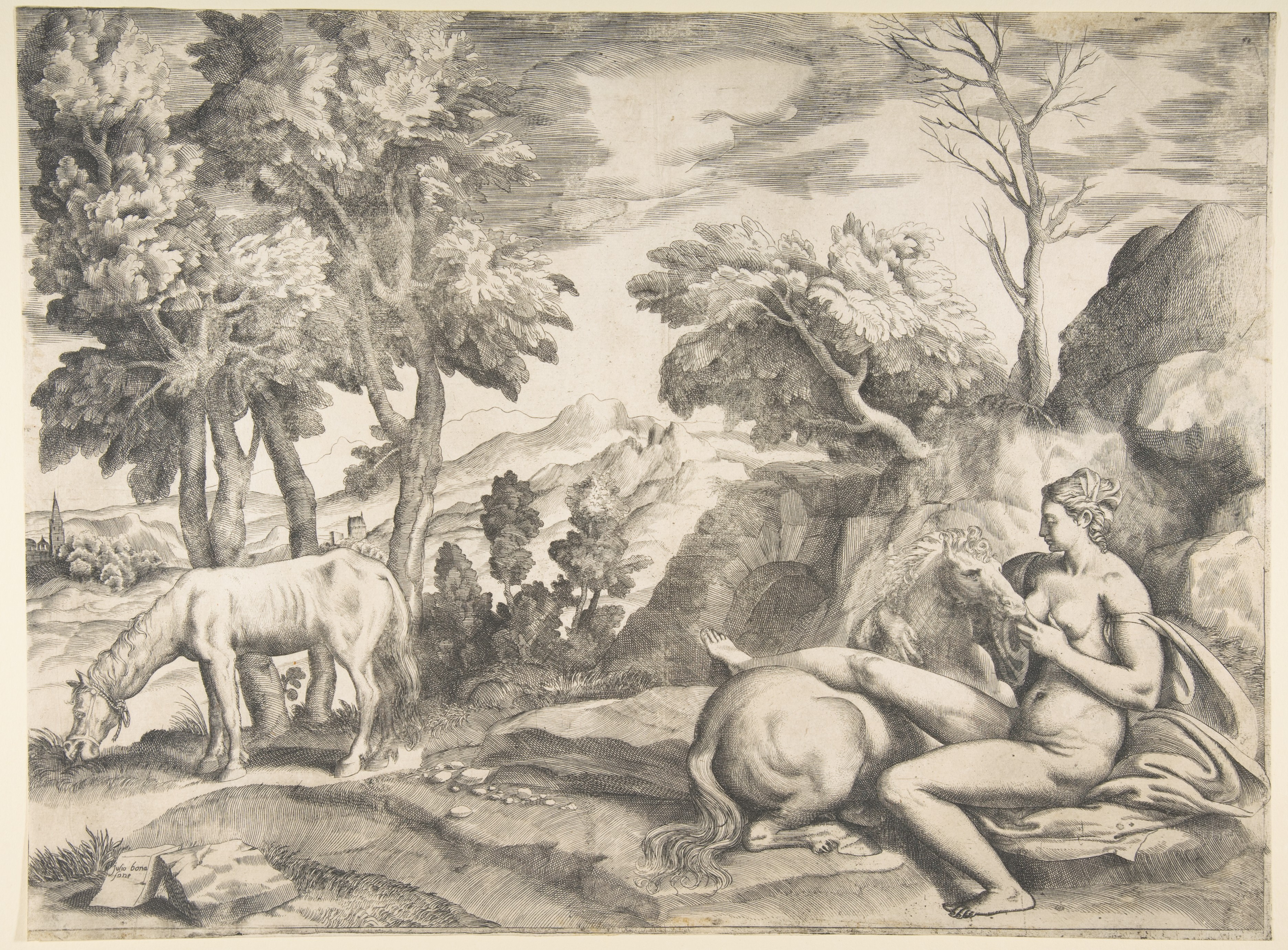
Сатурн в образі коня, якого годує німфа Філіра, гравюра Джуліо Боназоне, близько 1513–1576 рр., Музей мистецтва Метрополітен

### Звільнення з Тартару
У «Теогонії» Гесіода та «Іліаді» Гомера Кронос і його брати-титани обмежені Тартаром, очевидно назавжди, 

але в інших традиціях Кронос та інші ув’язнені титани зрештою звільнені з милості Зевса. 

У двох папірусних версіях уривка з «Роботи і дні» Гесіода згадується, що Зевс звільнив Кроноса і керував героями, які відправилися на Острів Благословенних; але інші видання тексту Гесіода не згадують про це, і більшість редакторів погоджуються, що ці рядки тексту є пізнішими інтерполяціями в роботах Гесіода. 

І живуть вони, не торкнувшись смутку, на островах блаженних уздовж берега глибокого вируючого Океану, щасливі герої, для яких земля, що дає зерно, тричі на рік родить медово-солодкими плодами, далеко від безсмертних богів, а ними править Кронос. ; бо батько людей і богів звільнив його від пут.
Поет Піндар в одному зі своїх віршів (462 р. до н. е.) писав, що хоча Атлас все ще «напружується проти ваги неба... Зевс звільнив титанів», а в іншій поемі (476 р. до н. е.) Піндара Кронос звільнений з Тартару і тепер править на Островах Благословенних, міфічній землі, де грецькі герої проживають у загробному житті:
Ті, хто тричі вистояв, з обох боків, щоб зберегти свої душі вільними від усіх кривд, йдуть дорогою Зевса до кінця, до вежі Кроноса, де океанські бризи віють навколо острова блаженних і квіти золота палаючий, одні з чудових дерев на суші, тоді як вода живить інших. Цими вінками та гірляндами квітів вони обплітають свої руки згідно з праведними порадами Радаманта , яку великий батько, чоловік Реї, чий трон вище за всіх інших, тримає поруч із собою як свого партнера.
Прометей Ліомен (Прометей Незв’язаний), недатована втрачена п’єса драматурга Есхіла (бл. 525 – бл. 455 до н. е.), містить хор, що складається зі звільнених титанів як свідків звільнення Прометея зі скелі, можливо, включаючи самого Кроноса, хоча особистості звільнених титанів не ідентифіковано.

### Інші версії
За однією з версій походження Тифона, після поразки гігантів Гея в гніві наклепила Зевса перед Герою, а та пішла до Кроноса. Кронос дав своїй доньці два яйця, змащені його власною спермою, і сказав їй закопати їх під землею, щоб з них вийшла істота, здатна скинути Зевса з престолу. Гера так і зробила, і таким чином з’явився Тифон. 

Океаніда Філіра вважала Кроноса батьком мудрого кентавра Хірона, який згодом перетворився на липу. 

Бог кохався з німфою, але його дружина Рея несподівано набігла на них; щоб уникнути того, щоб бути спійманим у ліжку з іншою особою, Кронос змінився на жеребця та помчав геть, звідси форма напівлюдина-напівкінь у їхніх нащадків;
 
Ймовірно, що це сталося на горі Піліон . 

Двоє інших синів Кроноса і Філіри, можливо, були Долопсом і Афрусом, предком і епонімом афроїв, тобто корінних африканців. 
 
У деяких джерелах Кроноса також називають батьком корибантів. 

## Трактування міфів про Кроноса

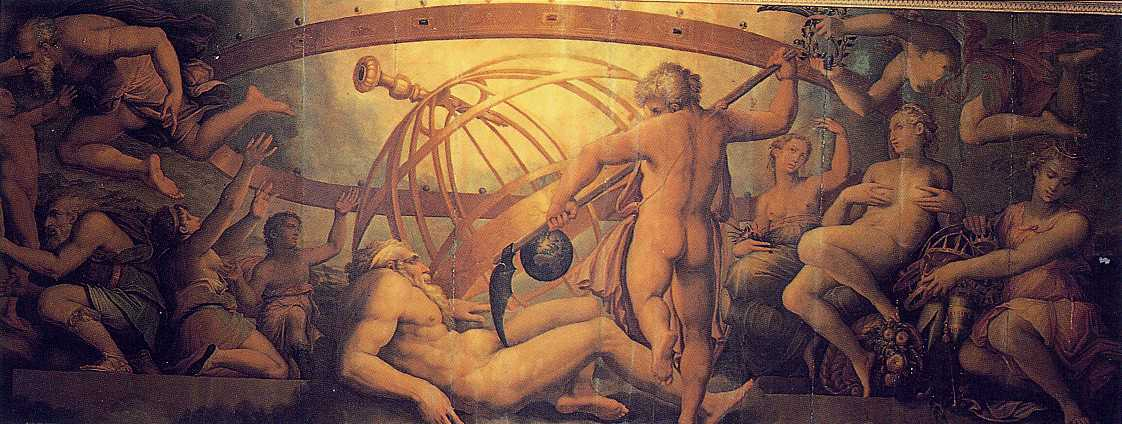
Кастрування Урана Кроном. Джорджо Вазарі та Жерарді Христофано, XVI ст., Палаццо Веккіо, Флоренція

Дослідники пов'язують міф про оскоплення Кроносом батька зі звичаєм племен східної Африки оскопляти переможених ворогів серпами. Також неолітичні зазубрені серпи (з камінними зубцями) імовірно використовувалися в ритуалах і церемоніях, коли вже застосовувалися бронзові й залізні знаряддя праці. Деякі вважають, що в міфах йдеться про те як Кронос відкусив геніталії Урана, проводячи паралелі з хеттськими міфами про Кумарбі й Ану.
Три еринії, народжені з крові Урана, трактуються як три жриці первісного суспільства, що за неврожаю приносили в жертву царя, а його геніталії викидали в море, щоб там водилася риба.
Олексій Лосєв розглядав Кроноса і титанів взагалі як уособлення сил поглинання та охоплення. В цьому розумінні Кронос не терпів нічого, що було породжене ним, окремо від себе, тому й пожирав власних дітей, які навпаки втілювали впорядкування.
За Андрієм Лебедєвим, Кронос пов'язаний з поняттям апейрона. Він, будучи вічним і безмежним, виділив із себе «дітей», розділив світ, створивши в ньому задатки до подальшого впорядкування.